# Kontakt (album)
 For alternative betydninger, se Kontakt. (Se også artikler, som begynder med Kontakt)
Kontakt er navnet på Lars Lilholt Band's sjette album fra 1990. Det er det første livealbum fra gruppen og indeholder sangen "Kald det kærlighed", som oprindeligt stammer fra albummet Portland.

## Spor
1. "Skivum krat"
2. "Dansen går"
3. "Kald det kærlighed"
4. "Sejler ud"
5. "Kun en jord"
6. "Og det bli´r sommer igen"
7. "Fandens fiol"
8. "Held og lykke"
9. "Jens Langkniv"
10. "Halleluja"
11. "For at tænde lys"

## Musikere
- Lars Lilholt (Sang, Violin, Guitar)
- Kristian Lilholt (Keyboard, Guitar, Kor)
- Tine Lilholt (Tværfløjte, Kor)
- Tommy Kejser (Bas, Kor)
- Gert Vincent (Guitar, Kor)
- Klaus Thrane (Trommer, Percussion)